# Coenosia diaphana
Coenosia diaphana este o specie de muște din genul Coenosia, familia Muscidae, descrisă de Stein în anul 1911.
Este endemică în Peru. Conform Catalogue of Life specia Coenosia diaphana nu are subspecii cunoscute.